# Шулка
Шу́лка (рос. Шулка, марій. Шулко) — село у складі Оршанського району Марій Ел, Росія. Адміністративний центр Шулкинського сільського поселення.

## Населення
Населення — 609 осіб (2010; 658 у 2002).
Національний склад (станом на 2002 рік):
- росіяни — 65 %
- марі — 32 %